# Saint-Juéry (Tarn)
Pour les articles homonymes, voir Saint-Juéry.
Saint-Juéry est une commune française située dans le département du Tarn, en région Occitanie. Sur le plan historique et culturel, la commune est dans l'Albigeois, une région naturelle agricole correspondant aux environs de la ville d’Albi.
Exposée à un climat océanique altéré, elle est drainée par le Tarn, le ruisseau de Cunac, le ruisseau de la Pontésié, le ruisseau de Rassalens, le ruisseau de Sarlan et par divers autres petits cours d'eau. La commune possède un patrimoine naturel remarquable composé de trois zones naturelles d'intérêt écologique, faunistique et floristique.
Saint-Juéry est une commune urbaine qui compte 6 575 habitants en 2022, après avoir connu une forte hausse de la population depuis 1962. Elle est dans l'agglomération d'Albi et fait partie de l'aire d'attraction d'Albi. Ses habitants sont appelés les Saint-Juériens ou  Saint-Juériennes.

## Géographie

### Localisation
Commune de l'aire urbaine d'Albi située dans de son unité urbaine, au nord-est de la ville d'Albi sur le Tarn, dans l'Albigeois.

### Communes limitrophes
Saint-Juéry est limitrophe de sept autres communes.
Les communes limitrophes sont  Albi, Arthès, Bellegarde-Marsal, Cambon, Cunac, Lescure-d'Albigeois et Saint-Grégoire.
| Lescure-d'Albigeois | Arthès      | Saint-Grégoire    |
| Albi                | Saint-Juéry | Bellegarde-Marsal |
|                     | Cunac       | Cambon            |

### Géologie et relief
La superficie de la commune est de 921 hectares ; son altitude varie de 157  à   332 mètres.

### Hydrographie
La commune est dans le bassin de la Garonne, au sein du bassin hydrographique Adour-Garonne. Elle est drainée par le Tarn, le ruisseau de Cunac, le ruisseau de la Pontésié, le ruisseau de Rassalens, le ruisseau de Sarlan, le ruisseau des Saumes, le ruisseau Riols et par deux petits cours d'eau, qui constituent un réseau hydrographique de 12 km de longueur totale,.
Le Tarn, d'une longueur totale de 380 km, prend sa source sur le mont Lozère, dans le nord de la commune du Pont de Montvert - Sud Mont Lozère en Lozère, et se jette dans la Garonne à Saint-Nicolas-de-la-Grave, en Tarn-et-Garonne.

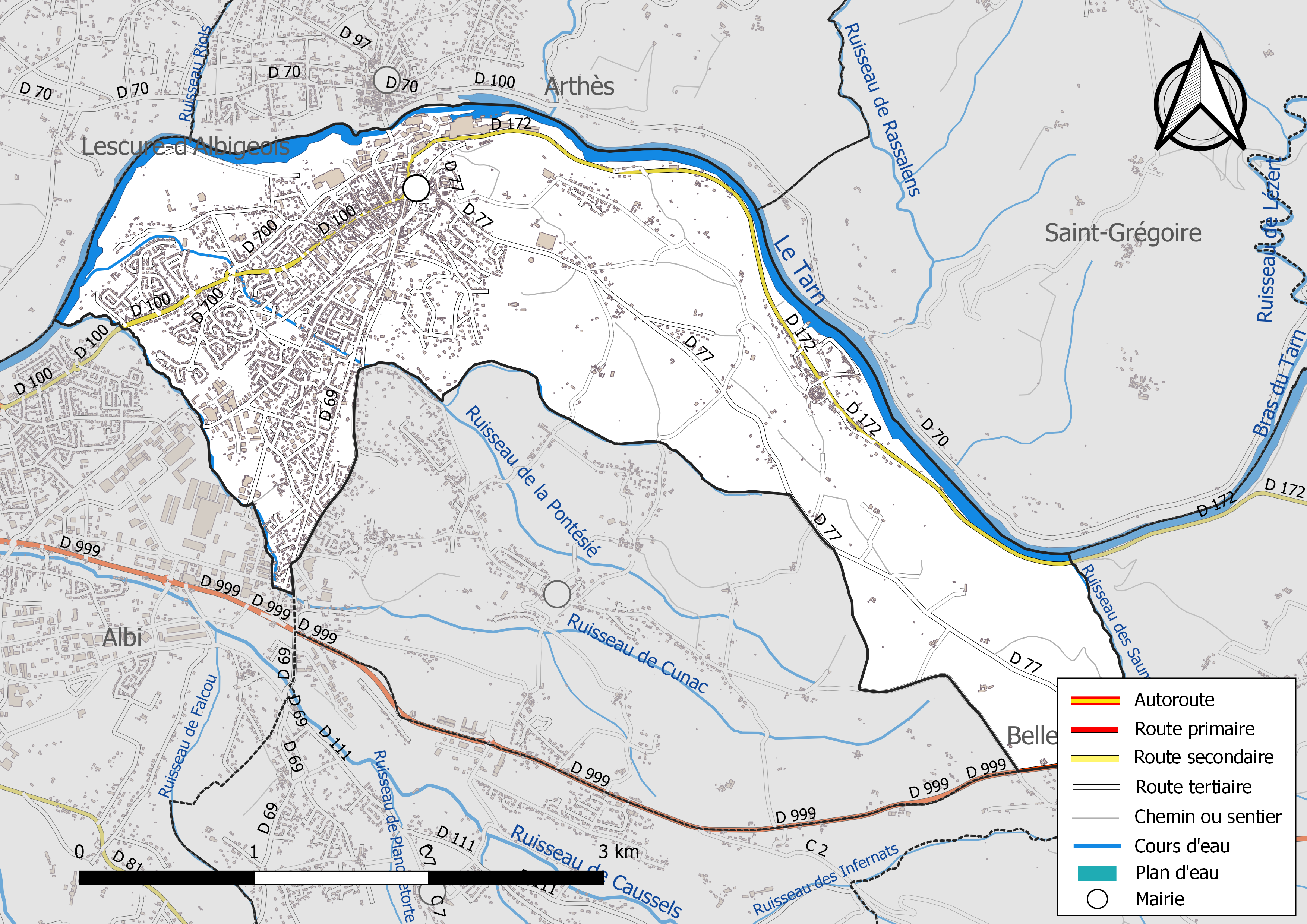
Réseaux hydrographique et routier de Saint-Juéry.

### Climat
Pour des articles plus généraux, voir Climat de l'Occitanie et Climat du Tarn.
En 2010, le climat de la commune est de type climat du Bassin du Sud-Ouest, selon une étude du Centre national de la recherche scientifique s'appuyant sur une série de données couvrant la période 1971-2000. En 2020, Météo-France publie une typologie des climats de la France métropolitaine dans laquelle la commune est exposée à un climat océanique altéré et est dans une zone de transition entre les régions climatiques « Aquitaine, Gascogne » et « Sud-est du Massif Central ».
Pour la période 1971-2000, la température annuelle moyenne est de 13,1 °C, avec une amplitude thermique annuelle de 16,2 °C. Le cumul annuel moyen de précipitations est de 827 mm, avec 10,3 jours de précipitations en janvier et 5,7 jours en juillet. Pour la période 1991-2020, la température moyenne annuelle observée sur la station météorologique de Météo-France la plus proche, « Albi », sur la commune du Sequestre à 9 km à vol d'oiseau, est de 13,8 °C et le cumul annuel moyen de précipitations est de 733,9 mm. 
La température maximale relevée sur cette station est de 42,3 °C, atteinte le 23 août 2023 ; la température minimale est de −20,4 °C, atteinte le 16 janvier 1985,,.
| Mois                                  | jan.             | fév.            | mars            | avril         | mai             | juin          | jui.            | août           | sep.          | oct.          | nov.            | déc.           | année      |
| ------------------------------------- | ---------------- | --------------- | --------------- | ------------- | --------------- | ------------- | --------------- | -------------- | ------------- | ------------- | --------------- | -------------- | ---------- |
| Température minimale moyenne (°C)     | 1,9              | 1,7             | 4,2             | 6,7           | 10,5            | 14,2          | 16,1            | 16,1           | 12,6          | 9,6           | 5,2             | 2,3            | 8,4        |
| Température moyenne (°C)              | 5,8              | 6,5             | 9,8             | 12,4          | 16,3            | 20,2          | 22,5            | 22,6           | 18,7          | 14,8          | 9,3             | 6,3            | 13,8       |
| Température maximale moyenne (°C)     | 9,7              | 11,4            | 15,3            | 18,1          | 22              | 26,1          | 28,8            | 29,1           | 24,9          | 20            | 13,5            | 10,3           | 19,1       |
| Record de froid (°C) date du record   | −20,4 16.01.1985 | −12 14.02.1983  | −9,8 01.03.05   | −3,6 03.04.22 | −0,2 05.05.1979 | 4,3 01.06.06  | 6,5 08.07.1978  | 4,9 30.08.1986 | 1 19.09.1977  | −2,7 25.10.03 | −9,4 23.11.1988 | −10,5 24.12.01 | −20,4 1985 |
| Record de chaleur (°C) date du record | 19,5 13.01.1993  | 24,7 23.02.1990 | 28,3 25.03.1981 | 30,1 14.04.24 | 35,4 21.05.22   | 40,5 27.06.19 | 40,8 30.07.1983 | 42,3 23.08.23  | 36,5 12.09.22 | 34,3 01.10.23 | 25,3 07.11.15   | 21 15.12.1989  | 42,3 2023  |
| Ensoleillement (h)                    | 905              | 1 197           | 175             | 1 879         | 2 194           | 2 474         | 2 755           | 2 631          | 2 158         | 1 559         | 959             | 881            | 21 342     |
| Précipitations (mm)                   | 60,7             | 48,6            | 54,8            | 80,4          | 78,9            | 62,7          | 45,8            | 49             | 57,1          | 64,9          | 65,5            | 65,5           | 733,9      |

| Diagramme climatique                                  |             |             |             |            |              |              |            |              |           |             |             |
| J                                                     | F           | M           | A           | M          | J            | J            | A          | S            | O         | N           | D           |
| 9,71,960,7                                            | 11,41,748,6 | 15,34,254,8 | 18,16,780,4 | 2210,578,9 | 26,114,262,7 | 28,816,145,8 | 29,116,149 | 24,912,657,1 | 209,664,9 | 13,55,265,5 | 10,32,365,5 |
| Moyennes : • Temp. maxi et mini °C • Précipitation mm |             |             |             |            |              |              |            |              |           |             |             |

Les paramètres climatiques de la commune ont été estimés pour le milieu du siècle (2041-2070) selon différents scénarios d'émission de gaz à effet de serre à partir des nouvelles projections climatiques de référence DRIAS-2020. Ils sont consultables sur un site dédié publié par Météo-France en novembre 2022.

### Milieux naturels et biodiversité
L’inventaire des zones naturelles d'intérêt écologique, faunistique et floristique (ZNIEFF) a pour objectif de réaliser une couverture des zones les plus intéressantes sur le plan écologique, essentiellement dans la perspective d’améliorer la connaissance du patrimoine naturel national et de fournir aux différents décideurs un outil d’aide à la prise en compte de l’environnement dans l’aménagement du territoire.
Une ZNIEFF de type 1 est recensée sur la commune :
la « rivière Tarn (partie Aveyron) » (2 381 ha), couvrant 41 communes dont 25 dans l'Aveyron et 16 dans le Tarn et deux ZNIEFF de type 2, : 
- la « basse vallée du Tarn » (3 623 ha), couvrant 49 communes dont huit dans la Haute-Garonne, 20 dans le Tarn et 21 dans le Tarn-et-Garonne[14] ;
- la « vallée du Tarn, amont » (36 322 ha), couvrant 57 communes dont 31 dans l'Aveyron, une dans la Lozère et 25 dans le Tarn[15].

Carte des ZNIEFF de type 1 et 2 à Saint-Juéry.
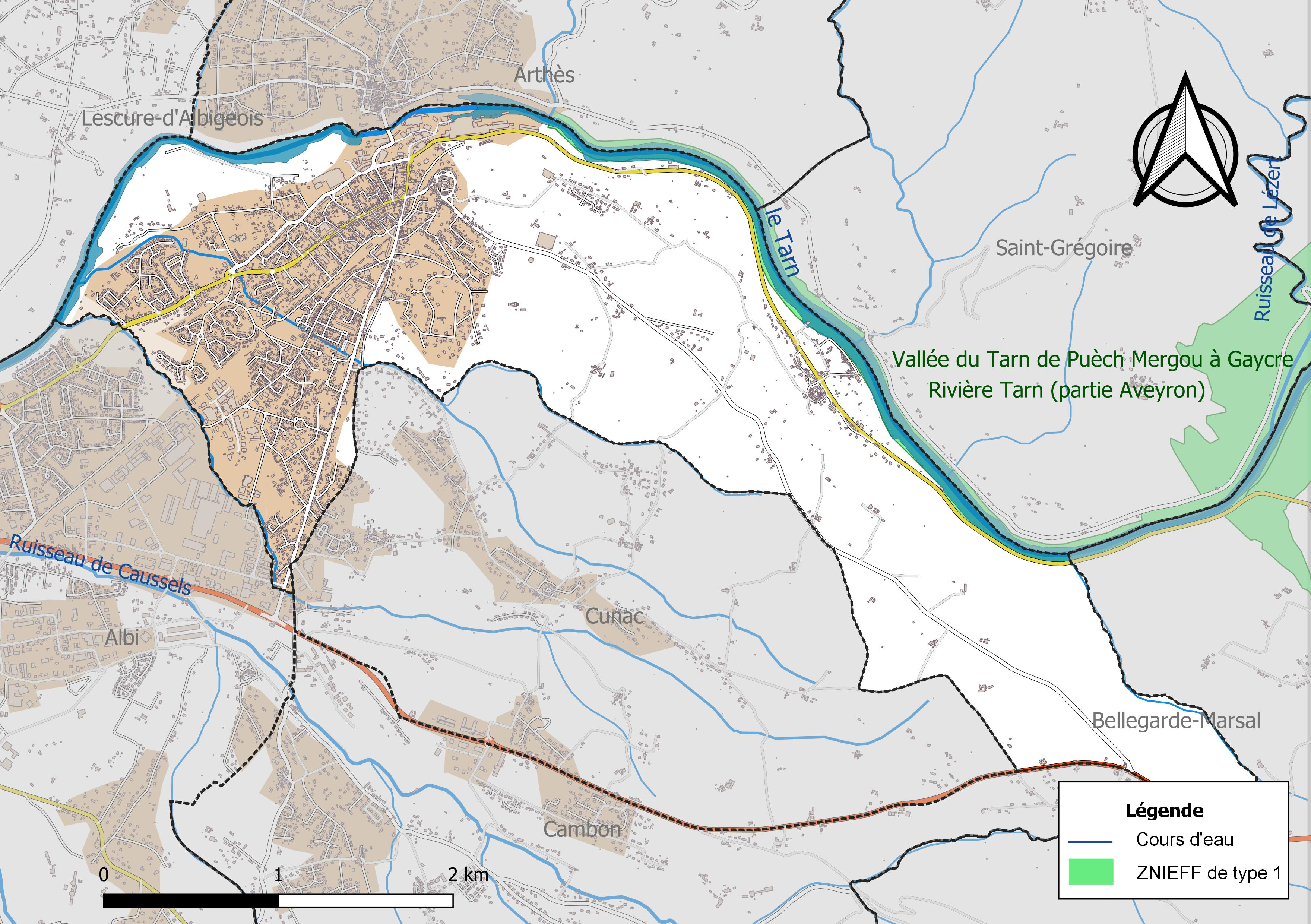
Carte de la ZNIEFF de type 1 sur la commune.
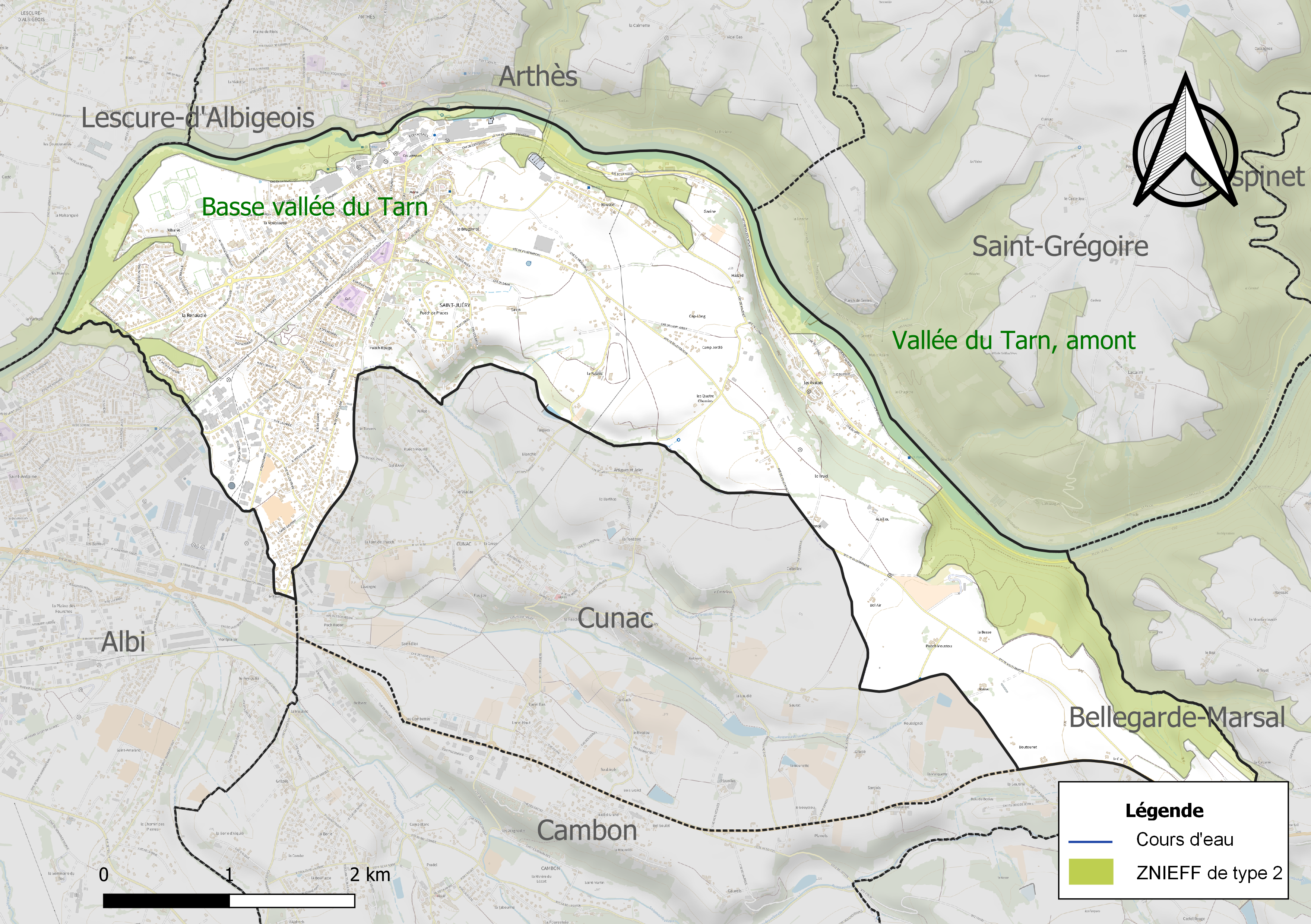
Carte des ZNIEFF de type 2 sur la commune.

## Urbanisme

### Typologie
Au 1er janvier 2024, Saint-Juéry est catégorisée ceinture urbaine, selon la nouvelle grille communale de densité à sept niveaux définie par l'Insee en 2022.
Elle appartient à l'unité urbaine d'Albi, une agglomération intra-départementale regroupant neuf  communes, dont elle est une commune de la banlieue,,. Par ailleurs la commune fait partie de l'aire d'attraction d'Albi, dont elle est une commune de la couronne,. Cette aire, qui regroupe 91 communes, est catégorisée dans les aires de 50 000 à moins de 200 000 habitants,.

### Occupation des sols
L'occupation des sols de la commune, telle qu'elle ressort de la base de données européenne d’occupation biophysique des sols Corine Land Cover (CLC), est marquée par l'importance des territoires agricoles (53,6 % en 2018), en diminution par rapport à 1990 (61,2 %). La répartition détaillée en 2018 est la suivante : 
zones urbanisées (31 %), prairies (20,2 %), terres arables (18,5 %), zones agricoles hétérogènes (14,9 %), forêts (10,5 %), zones industrielles ou commerciales et réseaux de communication (2,3 %), eaux continentales (1,5 %), espaces verts artificialisés, non agricoles (1 %). L'évolution de l’occupation des sols de la commune et de ses infrastructures peut être observée sur les différentes représentations cartographiques du territoire : la carte de Cassini (XVIIIe siècle), la carte d'état-major (1820-1866) et les cartes ou photos aériennes de l'IGN pour la période actuelle (1950 à aujourd'hui).

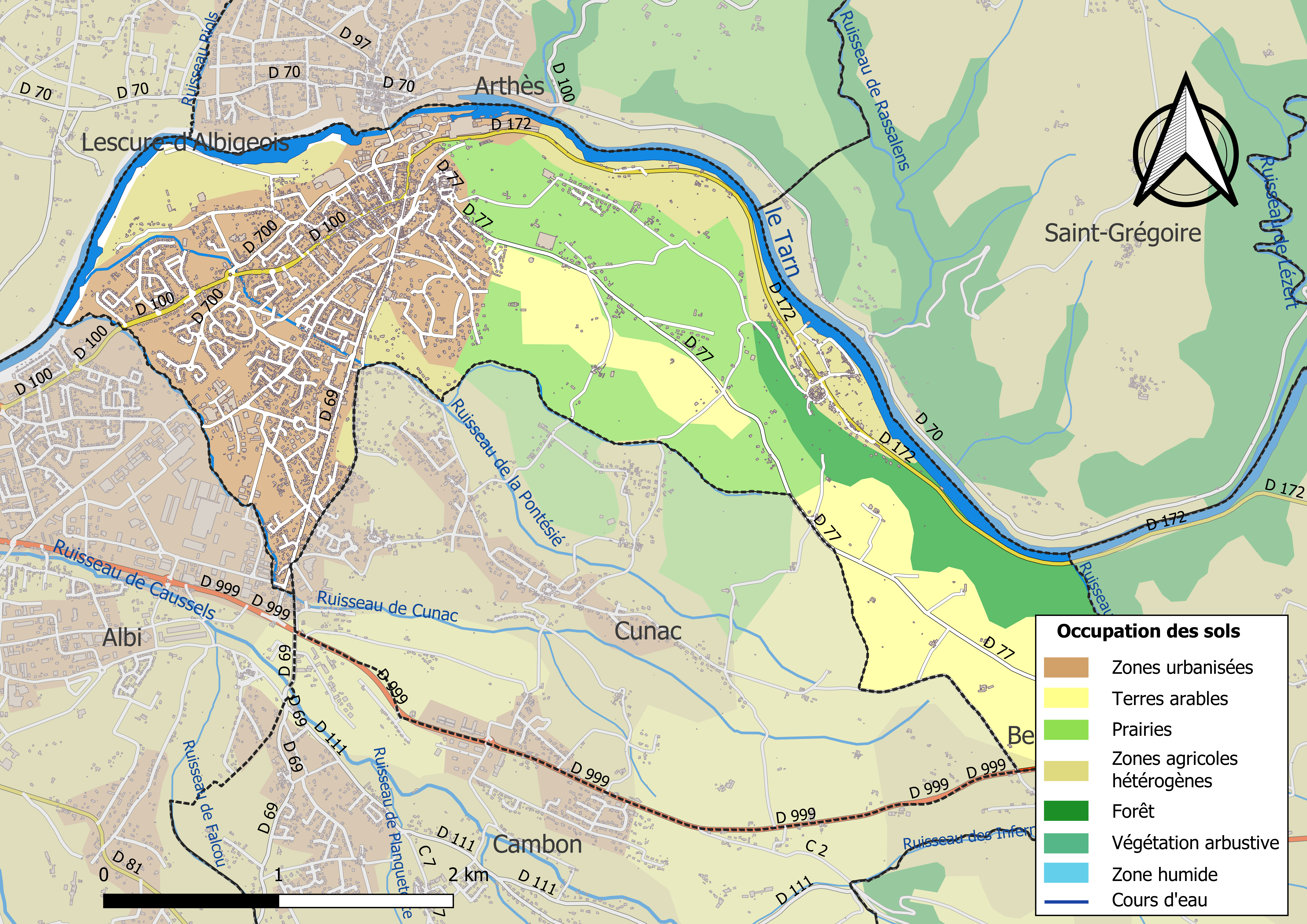
Carte des infrastructures et de l'occupation des sols de la commune en 2018 (CLC).

### Risques majeurs
Le territoire de la commune de Saint-Juéry est vulnérable à différents aléas naturels : météorologiques (tempête, orage, neige, grand froid, canicule ou sécheresse), inondations, mouvements de terrains et séisme (sismicité très faible). Il est également exposé à un risque technologique,  le transport de matières dangereuses, et à un risque particulier : le risque de radon. Un site publié par le BRGM permet d'évaluer simplement et rapidement les risques d'un bien localisé soit par son adresse soit par le numéro de sa parcelle.

#### Risques naturels
Certaines parties du territoire communal sont susceptibles d’être affectées par le risque d’inondation par débordement de cours d'eau, notamment le Tarn. La cartographie des zones inondables en ex-Midi-Pyrénées réalisée dans le cadre du XIe Contrat de plan État-région, visant à informer les citoyens et les décideurs sur le risque d’inondation, est accessible sur le site de la DREAL Occitanie. La commune a été reconnue en état de catastrophe naturelle au titre des dommages causés par les inondations et coulées de boue survenues en 1982, 1994, 1996, 2003 et 2014,.
Saint-Juéry est exposée au risque de feu de forêt. En 2022, il n'existe pas de Plan de Prévention des Risques incendie de forêt (PPRif). Le débroussaillement aux abords des maisons constitue l’une des meilleures protections pour les particuliers contre le feu,.

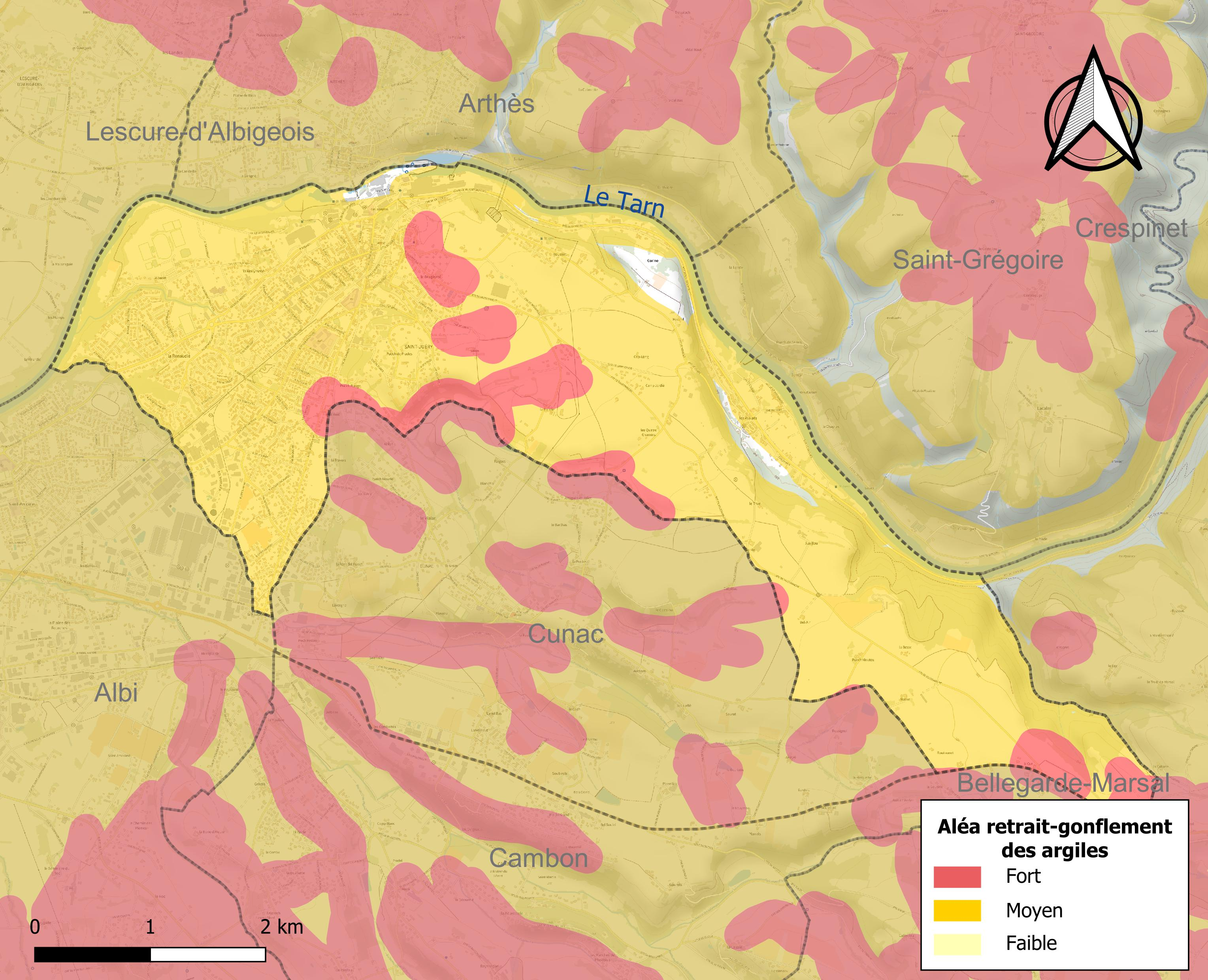
Carte des zones d'aléa retrait-gonflement des sols argileux de Saint-Juéry.

La commune est vulnérable au risque de mouvements de terrains constitué principalement du retrait-gonflement des sols argileux. Cet aléa est susceptible d'engendrer des dommages importants aux bâtiments en cas d’alternance de périodes de sécheresse et de pluie. 97,3 % de la superficie communale est en aléa moyen ou fort (76,3 % au niveau départemental et 48,5 % au niveau national). Sur les 2 623 bâtiments dénombrés sur la commune en 2019, 2 601 sont en aléa moyen ou fort, soit 99 %, à comparer aux 90 % au niveau départemental et 54 % au niveau national. Une cartographie de l'exposition du territoire national au retrait gonflement des sols argileux est disponible sur le site du BRGM,.
Par ailleurs, afin de mieux appréhender le risque d’affaissement de terrain, l'inventaire national des cavités souterraines permet de localiser celles situées sur la commune.

#### Risques technologiques
Le risque de transport de matières dangereuses sur la commune est lié à sa traversée par des infrastructures routières ou ferroviaires importantes ou la présence d'une canalisation de transport d'hydrocarbures. Un accident se produisant sur de telles infrastructures est susceptible d’avoir des effets graves sur les biens, les personnes ou l'environnement, selon la nature du matériau transporté. Des dispositions d’urbanisme peuvent être préconisées en conséquence.

#### Risque particulier
Dans plusieurs parties du territoire national, le radon, accumulé dans certains logements ou autres locaux, peut constituer une source significative d’exposition de la population aux rayonnements ionisants. Certaines communes du département sont concernées par le risque radon à un niveau plus ou moins élevé. Selon la classification de 2018, la commune de Saint-Juéry est classée en zone 3, à savoir zone à potentiel radon significatif.

## Toponymie
Le nom de la commune est une des formes occitanes de Saint Georges ,,.
Sous la Révolution la commune est connue sous le nom de Bellevue.

## Histoire
Une forteresse (ou un fortin) était édifiée à « Saint-Juéry-le-Haut » dont il demeure quelques vestiges (étals de marchand). Ce « castelnau » a été bâti vers 1160 « en paréage entre les Trencavel et le monastère de Castres ».
Les fortifications ont été détruites au XVIIe siècle.
Au début du XVIIIe siècle, le seigneur de Saint-Juéry est Antoine de Gontier, habitant de Lautrec : le 3 juillet 1707, il nomme Pierre de Bordoncle, juge royal de Castres, son procureur dans un procès qui l'oppose à mademoiselle de Saint-Amans.

### Héraldique
| Saint-Juéry | Son blasonnement est : D'or à la barre de gueules chargée de trois fleurs de lys du champ, accompagnée en chef de deux marteaux de sable passés en sautoir, surmontés d'une enclume du même, et en pointe d'une tour d'azur. |

## Politique et administration

### Administration municipale
Le nombre d'habitants au recensement de 2011 étant compris entre 5 000 habitants et 9 999 habitants au dernier recensement, le nombre de membres du conseil municipal est de vingt neuf,.

### Rattachements administratifs et électoraux
Commune faisant partie de la communauté d'agglomération de l'Albigeois et du canton de Saint-Juéry (Bureau centralisateur).

### Liste des maires
| Période   | Période   | Identité           | Étiquette      | Qualité |
| --------- | --------- | ------------------ | -------------- | --- |
| 1904      | 1919      | Alban Rossignol    | Rad.           | Propriétaire Conseiller général du canton de Villefranche-d'Albigeois (1901 → 1919)                                                                                       |
| 1919      | 1927      | Germain Téqui      |                | |
| 1927      | 1935      | Alphonse Pacifique |                | |
| 1935      | 1941      | Émile Andrieu      |                | |
| 1941      | 1944      | Eugène Espinasse   |                | Directeur des usines du Saut-du-Tarn |
| 1944      | 1945      | Alphonse Pacique   |                | |
| 1945      | 1978      | Émile Albet        | SFIO puis DVG  | Instituteur Conseiller général du canton de Villefranche-d'Albigeois (1945 → 1982) Président du conseil général du Tarn (1961 → 1976)                                     |
| 1978      | mars 2001 | Jean Polisset      | PS             | Professeur Conseiller général du canton de Villefranche-d'Albigeois (1982 → 2008)                                                                                         |
| mars 2001 | mars 2014 | Jacques Lasserre   | PS             | Inspecteur URSSAF |
| mars 2014 | 2020      | Jean-Paul Raynaud  | DVG            | Technicien de laboratoire retraité Conseiller général du canton de Villefranche-d'Albigeois (2008 → 2015) Conseiller départemental du canton de Saint-Juéry (2015 → 2021) |
| mai 2020  | En cours  | David Donnez       | Sans étiquette | Sous-officier au Service Départemental d'Incendie et de Secours du Tarn (SDIS 81) Conseiller départemental depuis 2021                                                    |

## Population et société

### Démographie
L'évolution du nombre d'habitants est connue à travers les recensements de la population effectués dans la commune depuis 1793. Pour les communes de moins de 10 000 habitants, une enquête de recensement portant sur toute la population est réalisée tous les cinq ans, les populations de référence des années intermédiaires étant quant à elles estimées par interpolation ou extrapolation. Pour la commune, le premier recensement exhaustif entrant dans le cadre du nouveau dispositif a été réalisé en 2005.

En 2022, la commune comptait 6 575 habitants, en évolution de −3,51 % par rapport à 2016 (Tarn : +2,52 %, France hors Mayotte : +2,11 %).
| 1793  | 1800  | 1806  | 1821  | 1831  | 1836  | 1841  | 1846  | 1851  |
| ----- | ----- | ----- | ----- | ----- | ----- | ----- | ----- | ----- |
| 1 060 | 1 034 | 1 095 | 1 229 | 1 425 | 1 141 | 1 179 | 1 350 | 1 380 |

| 1856  | 1861  | 1866  | 1872  | 1876  | 1881  | 1886  | 1891  | 1896  |
| ----- | ----- | ----- | ----- | ----- | ----- | ----- | ----- | ----- |
| 1 362 | 1 403 | 1 223 | 1 339 | 1 454 | 1 763 | 1 837 | 2 033 | 2 167 |

| 1901  | 1906  | 1911  | 1921  | 1926  | 1931  | 1936  | 1946  | 1954  |
| ----- | ----- | ----- | ----- | ----- | ----- | ----- | ----- | ----- |
| 2 748 | 3 152 | 3 182 | 3 168 | 3 370 | 3 291 | 3 094 | 3 512 | 3 589 |

| 1962  | 1968  | 1975  | 1982  | 1990  | 1999  | 2005  | 2006  | 2010  |
| ----- | ----- | ----- | ----- | ----- | ----- | ----- | ----- | ----- |
| 3 913 | 5 017 | 5 943 | 6 738 | 6 730 | 6 635 | 6 925 | 7 035 | 6 797 |

| 2015  | 2020  | 2022  | - | - | - | - | - | - |
| ----- | ----- | ----- | - | - | - | - | - | - |
| 6 835 | 6 627 | 6 575 | - | - | - | - | - | - |

| selon la population municipale des années : | 1968 | 1975 | 1982 | 1990 | 1999 | 2006 | 2009 | 2013 |
| Rang de la commune dans le département      | 11   | 9    | 9    | 9    | 9    | 9    | 9    | 9    |
| Nombre de communes du département           | 326  | 324  | 324  | 324  | 324  | 323  | 323  | 323  |

### Enseignement
Saint-Juéry fait partie de l'académie de Toulouse.
La commune possède 3 groupes scolaires maternelle et primaire et un collège.

### Culture et festivités
Médiathèque, une cinquantaine d’associations y sont présentes, salle polyvalente, musée du Saut du Tarn,

### Sports
Saint-Juéry Olympique (SJO) (football, tennis), Saint-Juéry - Arthès Olympique XV (SJAO XV) - rugby à XV, Saint-Juéry XIII Scorpion - rugby à XIII,

## Économie

### Revenus
En 2018, la commune compte 3 274 ménages fiscaux, regroupant 6 754 personnes. La médiane du revenu disponible par unité de consommation est de 19 940 € (20 400 € dans le département). 41 % des ménages fiscaux sont imposés (42,8 % dans le département).

### Emploi
|                | 2008  | 2013   | 2018   |
| -------------- | ----- | ------ | ------ |
| Commune        | 9,8 % | 12,1 % | 10,5 % |
| Département    | 8,2 % | 9,9 %  | 10 %   |
| France entière | 8,3 % | 10 %   | 10 %   |

En 2018, la population âgée de 15 à 64 ans s'élève à 3 784 personnes, parmi lesquelles on compte 74,8 % d'actifs (64,3 % ayant un emploi et 10,5 % de chômeurs) et 25,2 % d'inactifs,. Depuis 2008, le taux de chômage communal (au sens du recensement) des 15-64 ans est supérieur à celui de la France et du département.
La commune fait partie de la couronne de l'aire d'attraction d'Albi, du fait qu'au moins 15 % des actifs travaillent dans le pôle,. Elle compte 1 523 emplois en 2018, contre 1 714 en 2013 et 1 887 en 2008. Le nombre d'actifs ayant un emploi résidant dans la commune est de 2 464, soit un indicateur de concentration d'emploi de 61,8 % et un taux d'activité parmi les 15 ans ou plus de 50,3 %.
Sur ces 2 464 actifs de 15 ans ou plus ayant un emploi, 420 travaillent dans la commune, soit 17 % des habitants. Pour se rendre au travail, 88,7 % des habitants utilisent un véhicule personnel ou de fonction à quatre roues, 2,2 % les transports en commun, 6,9 % s'y rendent en deux-roues, à vélo ou à pied et 2,3 % n'ont pas besoin de transport (travail au domicile).

### Activités hors agriculture

#### Secteurs d'activités
445 établissements sont implantés  à Saint-Juéry au 31 décembre 2019. Le tableau ci-dessous en détaille le nombre par secteur d'activité et compare les ratios avec ceux du département,.
| Secteur d'activité                                                                                        | Commune | Commune | Département |
| Secteur d'activité                                                                                        | Nombre  | %       | %           |
| --- | ------- | ------- | ----------- |
| Ensemble                                                                                                  | 445     | 100 %   | (100 %)     |
| Industrie manufacturière, industries extractives et autres                                                | 47      | 10,6 %  | (13 %)      |
| Construction                                                                                              | 71      | 16 %    | (12,5 %)    |
| Commerce de gros et de détail, transports, hébergement et restauration                                    | 115     | 25,8 %  | (26,7 %)    |
| Information et communication                                                                              | 6       | 1,3 %   | (2,1 %)     |
| Activités financières et d'assurance                                                                      | 12      | 2,7 %   | (3,3 %)     |
| Activités immobilières                                                                                    | 18      | 4 %     | (4,2 %)     |
| Activités spécialisées, scientifiques et techniques et activités de services administratifs et de soutien | 44      | 9,9 %   | (13,8 %)    |
| Administration publique, enseignement, santé humaine et action sociale                                    | 80      | 18 %    | (15,5 %)    |
| Autres activités de services                                                                              | 52      | 11,7 %  | (9 %)       |

Le secteur du commerce de gros et de détail, des transports, de l'hébergement et de la restauration est prépondérant sur la commune puisqu'il représente 25,8 % du nombre total d'établissements de la commune (115 sur les 445 entreprises implantées  à Saint-Juéry), contre 26,7 % au niveau départemental.

#### Entreprises et commerces
Les cinq entreprises ayant leur siège social sur le territoire communal qui génèrent le plus de chiffre d'affaires en 2020 sont : 
- Saint Juery Distribution, supermarchés (13 327 k€)
- Tele Menager More, commerce de détail d'appareils électroménagers en magasin spécialisé (9 562 k€)
- Forges Du Saut Du Tarn, forge, estampage, matriçage ; métallurgie des poudres (8 233 k€)
- ETS Pierre Carcano, récupération de déchets triés (2 099 k€)
- ETS Robert Molina, travaux d'installation d'eau et de gaz en tous locaux (496 k€)

### Agriculture
|               | 1988 | 2000 | 2010 | 2020 |
| ------------- | ---- | ---- | ---- | ---- |
| Exploitations | 46   | 15   | 9    | 5    |
| SAU (ha)      | 267  | 129  | 101  | 97   |

La commune est dans la « plaine de l'Albigeois et du Castrais », une petite région agricole occupant le centre du département du Tarn. En 2020, l'orientation technico-économique de l'agriculture  sur la commune est la polyculture et/ou le polyélevage. Cinq exploitations agricoles ayant leur siège dans la commune sont dénombrées lors du recensement agricole de 2020 (46 en 1988). La superficie agricole utilisée est de 97 ha,,.

## Culture locale et patrimoine

### Lieux et monuments
- Église Saint-Benoît des Avalats.
- Église Saint-Georges de Saint-Juéry.
- Chapelle Notre-Dame-du-Groc de Saint-Juéry.

Musée du Saut du Tarn : situé dans l'ancienne centrale hydroélectrique, aujourd'hui classée Monument Historique, le Musée du Saut du Tarn retrace 200 ans d'aventure industrielle et sociale (Société des Hauts-Fourneaux, forges et aciéries du Saut-du-Tarn).
Spécialisée dès l'origine dans la production d'acier et la fabrication d'outils (limes, râpes, faux...), l'usine du Saut du Tarn était l'une des rares entreprises en France à avoir expérimenté la plupart des techniques sidérurgiques.
Ses produits, connus pour la plupart sous la marque Talabot, ont acquis une renommée mondiale.
Toutefois, l'usine n'a pas résisté à la crise sidérurgique : elle a fermé ses portes en 1983, provoquant le licenciement de plus de 1 000 personnes.
En 1995, grâce à l'initiative et à la motivation d'anciens employés, le Musée du Saut du Tarn devient un lieu culturel incontournable de la vallée du Tarn.

### Personnalités liées à la commune
- Alain Bertrand, sénateur-maire (PS) de Mende.
- Georges Blanc  (Jòrdi Blanc), philosophe, écrivain occitan, éditeur, né à Saint-Juéry.
- Jean Pierre-Antoine, joueur de rugby à XV vainqueur du championnat de France en 1949 et 1950 avec le CO.
- Alfred Costes homme politique né à Saint-Juéry.
- Louis Bertorelle basketteur né à Saint-Juéry.
- Jean Gisclard homme politique né et mort à Saint-Juéry.
- Benjamin Juéry homme politique né à Saint-Juéry.
- Manon Souyris, double championne de France de cyclisme sur route (cadette 2009 et Junior dame 2011).
- Maïva Hamadouche, championne du monde de boxe anglaise IBF super-plume.
- Charles Durand arbitre international de rugby à XV, né dans la commune.
- René Bousquet joueur de rugby à XV, décédé sur la commune.
- Louis Gélis homme politique, né dans la commune.
- Jean-Joachim Gausserand évêque constitutionnel né à Saint-Juéry.
- Louis Jean Gausserand homme politique né à Saint-Juéry.
- Marie-Louise Delwaulle chimiste né à Saint-Juéry.